# Agenzia di escort
Un'agenzia di escort è un tipo di compagnia che opera nel settore dell'accompagnamento, organizzando l'attività e talvolta facendo da intermediario tra i clienti e le proprie escort. Questi incontri sono solitamente creati allo scopo di usufruire dei servizi sessuali.
Quando è l'agenzia a fare da intermediario, essa stessa organizza un incontro tra una (o più) delle sue accompagnatrici e il cliente, presso la casa del cliente stesso o una camera d'albergo (in inglese questa modalità è denominata outcall), o presso la residenza della escort (incall). Alcune agenzie offrono anche escort per periodi più lunghi, nei quali queste rimangono in compagnia del cliente e insieme possono ad esempio intraprendere viaggi, sia di piacere  (vacanza), che di lavoro (viaggio d’affari). Mentre l'agenzia di escort riceve una commissione per questo servizio di prenotazione e organizzazione, il cliente deve negoziare eventuali commissioni o accordi aggiuntivi direttamente con la escort per qualsiasi altro servizio che non sia fornito dall'agenzia interessata, come la fornitura di servizi a carattere sessuale, indipendentemente dalla legalità di essi.

## Modello di business
Secondo quanto dichiarano le agenzie di escort gli incontri che vengono organizzati hanno il solo fine di accompagnamento, forniscono cioè una compagnia amichevole al cliente, con la quale poter socializzare e passare un po' di tempo, ma mai per fini sessuali, dal momento che le leggi sulla prostituzione in molti paesi spesso proibiscono il guadagno con lo sfruttamento della prostituzione o l’intermediazione allo scopo di organizzare un accordo per fini sessuali a pagamento (favoreggiamento della prostituzione). Gli annunci pubblicitari delle agenzie di escort per questi motivi molto spesso evitano specificamente di offrire prostituzione o servizi sessuali. Questa modalità di operare è un fatto socialmente noto, anche alle autorità e ai poteri politici. Ma nei paesi dove la prostituzione è illegale, di solito si preferisce intervenire contro una prostituzione di strada, più visibile e problematica. Tali situazioni vengono catalogate spesso come ipocrisia, specialmente quando i governi autorizzano e tassano le agenzie di escort. Tuttavia, esistono agenzie che lavorano seguendo queste leggi e che quindi non favoriscono la prostituzione. Alcuni paesi hanno usato un duplice approccio, condannando la prostituzione di strada, ma al tempo stesso permettendo e autorizzando la prostituzione nei bordelli attraverso le agenzie di escort.

### Reclutamento
Le agenzie di escort spesso reclutano persone per lavorare come accompagnatrici inserendo annunci di lavoro in riviste e giornali o inserendo annunci su siti web. Le agenzie di escort in genere gestiscono un elenco molto vario di accompagnatrici, con età e provenienze differenti, per soddisfare i vari gusti dei clienti. Alcune agenzie possono trattare specificamente un determinato tipo di escort. Ci sono agenzie di escort uomo per uomo, donna per uomo, donna per donna, così come alcune agenzie uomo per donna. Le agenzie si specializzano comunemente in un solo sesso. Le escort trans (transessuali o transgender) sono disponibili presso alcune agenzie di escort.
È molto comune per le escort entrare nel business attraverso amici e conoscenti che hanno lavorato in questo ambiente. L'efficacia degli annunci nei settimanali o nei siti specializzati è stata messa in dubbio da alcuni operatori del settore, in quanto se ne trovano ormai tantissimi, e quindi in questo tipo di canali la concorrenza è molto alta.

### Pubblicità
Una volta che un'agenzia decide di assumere una escort, lei o lui dovrà fornire delle fotografie personali o prestarsi a posare per un fotografo (solitamente viene fatto un book fotografico). Queste immagini vengono poi pubblicate sul sito web dell'agenzia o diffuse tra i clienti per promuovere gli affari.
Alcune agenzie di escort più grandi infatti gestiscono un proprio sito web con gallerie fotografiche delle loro escort. I clienti contattano le agenzie telefonicamente e offrono una descrizione del tipo di persona che stanno cercando. L'agenzia quindi, a questo punto, suggerisce una escort che possa soddisfare le esigenze del cliente.
L'agenzia poi raccoglie le informazioni di contatto del cliente e chiama la escort. Di solito, per proteggere l'identità della escort, è l'agenzia stessa che organizza l'appuntamento. A volte invece, può essere compito della escort stessa contattare direttamente il cliente al fine di prendere accordi per la posizione e l'ora di un appuntamento. In generale comunque, la escort si impegna a chiamare l'agenzia al momento dell'arrivo e alla partenza dal luogo dell’appuntamento, al fine di poter garantire la sua sicurezza.

## Considerazioni legali
La relazione tra la escort e l'agenzia di escort è concepita per proteggere l'agenzia dalle possibili accuse di violazione delle leggi contro la prostituzione. Infatti la escort è l'unico responsabile per l'organizzazione di eventuali attività illegali orientate alla prostituzione. In questo modo l'agenzia può mantenersi a distanza in caso di problemi giudiziari.
I servizi di accompagnamento mirano a fornire un'esperienza che consenta agli operatori di affermare che qualsiasi situazione accada tra la donna e il suo cliente è da ritenersi spontanea e consensuale. Gli operatori tendono a evitare di discutere specifiche questioni al telefono o via e-mail per eludere eventuali complicazioni con la legge.

## Considerazioni economiche
La quantità di denaro che viene guadagnata da una escort varia in base a molti fattori, come la bellezza e la sensualità, i servizi che vengono offerti e le commissioni da pagare all'agenzia. In genere, un'agenzia addebita ai propri accompagnatori una tariffa fissa per ogni servizio dal cliente o una percentuale della tariffa prestabilita. Secondo la polizia di Calgary, in Alberta, in Canada, le tasse elevate addebitate alle agenzie di escort potrebbero rendere meno appetibile per le escort questa soluzione rispetto alla prostituzione di strada, specialmente perché spesso le agenzie deducono i diritti di licenza direttamente dai loro guadagni.
Le escort indipendenti possono avere tariffe diverse a seconda del periodo o se il cliente è un cliente regolare o semi-regolare. Le escort indipendenti tendono a vedere i clienti per incontri più lunghi che possono prevedere cene o attività sociali, mentre le escort delle agenzie tendono a essere divise in due categorie: servizi più economici, soprattutto se basati principalmente su appuntamenti ripetuti più volte  (il cliente visita la escort al suo alloggio), spesso forniscono solo servizi di tipo sessuale, mentre le agenzie che forniscono principalmente appuntamenti di accompagnamento (la escort che visita il cliente a casa o in albergo) tendono a offrire servizi simili a quello delle escort indipendenti.
A New York City, i servizi di escort fanno pagare da $ 200 a $ 1500 o più all'ora. Lo standard del settore per la divisione del denaro è del 50% per la escort, il 40% per l'agenzia e il 10% per il booker (un tipo di agente). Dato che il livello degli affari può variare da una settimana all'altra, non è raro che le escort siano presenti in più di un'agenzia purché gestite dallo stesso gruppo proprietario.
Nell’anno 2015 nel Regno Unito, l'HMRC ha istituito una apposita "task force sull'intrattenimento per adulti" incaricata di riscuotere imposte sul reddito non dichiarato, tra gli altri, anche dalle agenzie di escort online.

## Statistiche
Un'indagine governativa del 2005 in Nuova Zelanda (dove la prostituzione era regolamentata e per la maggior parte legalizzata già nel 2003) stimava che delle 6.000 prostitute intervistate, circa il 20% lavorasse per le agenzie di escort.